# Cucina equatoguineana

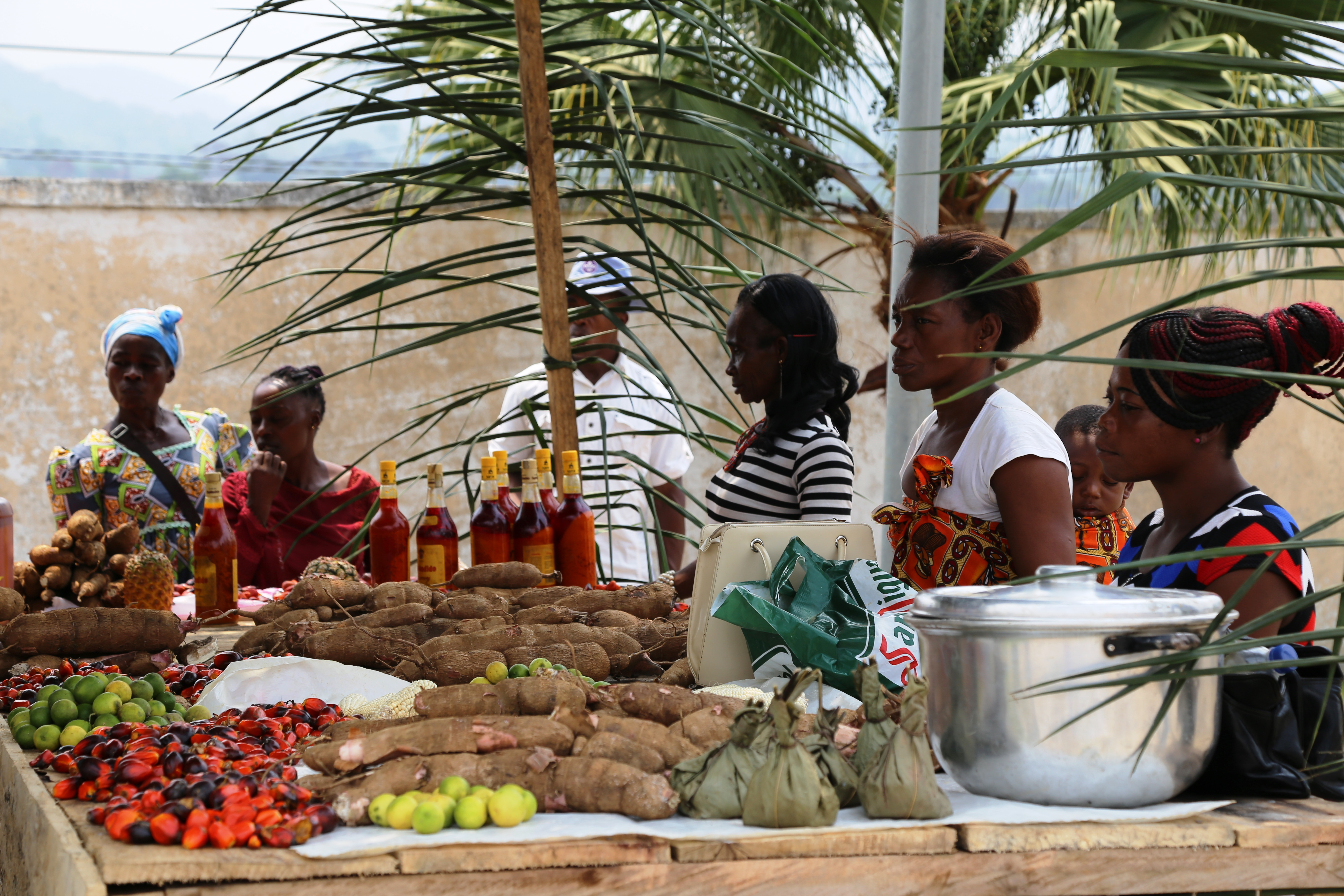
Mercato a Ebebiyín

La cucina equatoguineana comprende le abitudini culinarie della Guinea Equatoriale e dei popoli che la abitano, come i pigmei e altri gruppi etnici dell'Africa centrale originatisi dai bantu. Essa risente dell'influenza della cucina spagnola e portoghese, lascito della presenza coloniale nel paese, nonché della cucina araba diffusasi in altri paesi africani, come il Marocco.

## Caratteristiche principali
La dieta equatoguineana si basa sul consumo di manioca, platani, igname e riso. Essendo la Guinea Equatoriale il paese più ricco dell'Africa centrale, carne e pesce sono ampiamente disponibili e, a differenza degli altri stati africani, la frutta fresca esercita un ruolo primario nell'alimentazione e viene persino servita come snack o antipasto. Gli arachidi sono la base per la maggior parte delle salse e peperoncino e altre spezie sono fortemente impiegati in cucina.
Carne e pesce sono le principali fonti proteiche e possono essere avvolti in foglie e cotti o stufati, oppure serviti con arachidi in una salsa versata su platani bolliti. Tra la carne selvaggina vi è un roditore chiamato chucku-chuku (atherurus) che a volte viene cotto con una salsa al cacao. Nella zona di Ureca, nel sud dell'isola di Bioko, è consuetudine mangiare sia la carne che le uova di tartarughe marine, mentre ad Annobón è diffusa la carne di balena. Altri animali selvatici diffusi nel paese sono il cefalofo azzurro e un roditore dal nome Cricetomys emini.
Alcuni piatti di derivazione spagnola sono l'omelette di patate e la paella. Il piatto nazionale del paese è il pollo con salsa de cacahuetes, a base di pollo tagliato a pezzetti e immerso in una salsa di arachidi con cipolle, aglio, salsa di pomodoro, salsa chili e altre spezie.
In Guinea Equatoriale vengono importati alcolici europei. Tra le bevande locali vi sono il vino di palma (tope) e un alcolico prodotto dalla canna da zucchero chiamato malamba. L'osang è invece il tipico tè africano.

## Piatti principali

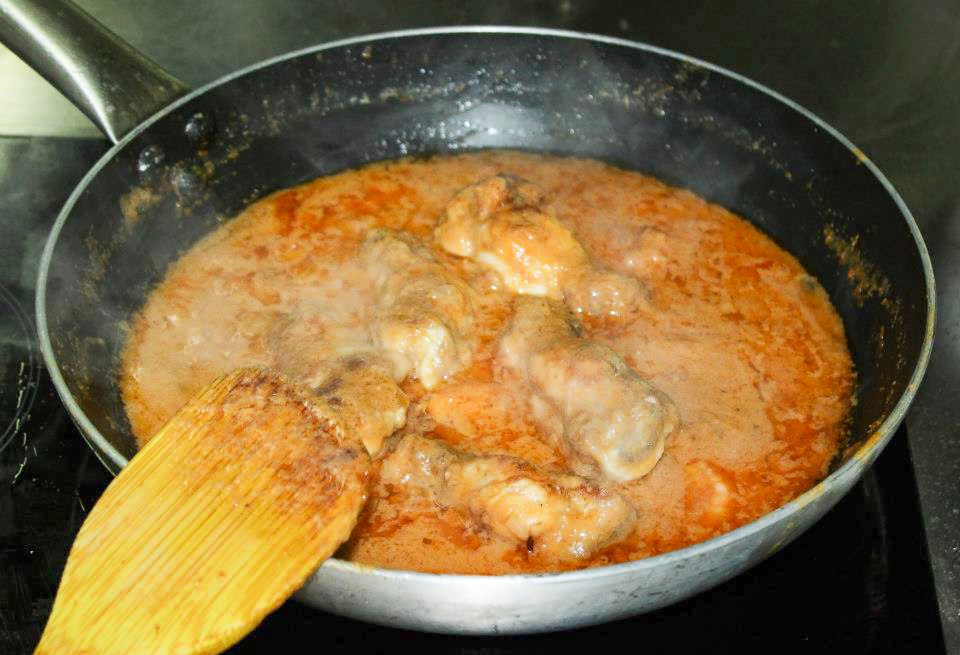
Pollo con salsa de cacahuetes

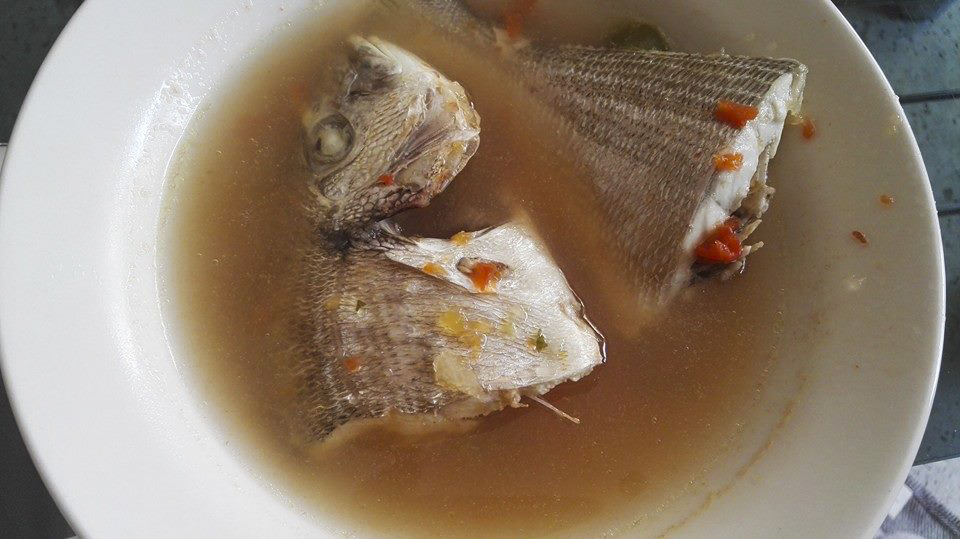
Pepe sup

La seguente lista include alcuni piatti equatoguineani citati nell'Arizona Journal of Hispanic Studies di Igor Cusack.
- Aloso godo jajondjo: un pudding di riso e cocco originario di Annobón
- Banga sup: comprende carne, gamberi affumicati e stoccafisso cotti nell'olio di palma
- Bekoka: pesce affumicato
- Bita leef: una mistura di egusi, verdure, carne, pesce affumicato, olio di palma e funghi secchi
- Bokaho: zuppa di pesce e verdure
- Ball minà: polpette di pesce cotte con verdure, paprika e melanzane
- Djom: un arrotolato di foglie di banane o platani che può essere ripieno di pesce, verdure o altri ingredienti
- Djomba: pesce con salsa piccante
- Ebafono: gambero d'acqua dolce arrotolato in foglie di platano o banana e condito con arachidi e mais
- Itacod ja mepoo: carne affumicata condita con paprika, arachidi, pomodori e noci
- Lomandoha: un piatto a base di pesce o sardine condito con salsa a base di malanga, cioccolato, pomodori, paprika e foglie di taro
- Mbombi muadjakasi: pesce condito con limone e paprika e cotto in foglie di platano
- Mua mua menoni: un piatto a base di granchio, melanzane e gombi
- Mendja: salsa a base di foglie di manioca, verdure, melanzane, mais, malanga, datteri, banane e paprika
- Mendjim ondondo: pesce cotto in una salsa pepata
- Nsa nguam: carne di porcospino unita a semi di zucca, pesce affumicato, cipolle, pomodoro e olio di palma
- Pepe sup: una zuppa di pesce, cipolle e paprika
- Pishoja jojond'o: manioca e latte di cocco cotta in foglie di banane
- Sup oguan: una zuppa di arachidi, pesce, carne, gombi, pomodori, olio e paprika
- Tochi machea: lumache cotte in foglie e condite con semi di zucca, cipolle e olio di palma
- Yeb'e: una zuppa di sardine, malanga e gambero d'acqua dolce